# Serhiy Haydouk
Serhiy Anatoliyovytch Haydouk (ukrainien : Сергій Анатолійович Гайдук), né le 25 juillet 1963 à Dnipro, est un vice-amiral ukrainien et ancien commandant de la marine ukrainienne.

## Carrière

### Débuts dans la marine
Avant de devenir commandant de la marine ukrainienne, Haydouk est chargé de la guerre anti-sous-marine, occupe le poste de chef des opérations de recherche et de sauvetage, et est premier chef d'état-major adjoint de la marine. En 2007, il empêche une catastrophe environnementale lorsque le navire russe Odisk, en provenance de Sierra Leone et transportant des ferroalliages, subit des fuites et doit accoster en urgence en Crimée. Il est promu au grade de contre-amiral en 2011.

### Durant l'annexion de la Crimée en 2014
Haydouk est nommé commandant par intérim le 2 mars 2014, et commandant le 7 mars 2014 à la suite de la défection de Denis Berezovski lors de la crise de Crimée. Celui-ci avait été démis de ses fonctions pour « haute trahison » après n'avoir servi qu'un seul jour en tant que commandant. Le 3 mars 2014, Berezovski, avec plusieurs cosaques russes, rend visite à des officiers de haut rang de la marine ukrainienne et leur demande de changer d'allégeance et de se ranger du côté des forces armées russes en Crimée. Après un discours de Haydouk, tous les officiers rejettent la proposition et commencent à chanter l'hymne national ukrainien,.
Le 19 mars 2014, les forces pro-russes prennent le contrôle du quartier général de la marine ukrainienne à Sébastopol et emprisonnent son nouveau commandant en chef, Haydouk,. Haydouk, ainsi que sept autres otages, sont détenus par le « service de sécurité de Crimée » pro-russe et la plupart des otages sont torturés pendant leur captivité, selon le Groupe de Protection des Droits Humains de Kharkiv (en). Les otages sont libérés sur ordre du ministre russe de la Défense le 20 mars 2014.
Le 23 août 2014, Haydouk est promu vice-amiral.
Il est démis de ses fonctions de commandant de la marine ukrainienne par le président Petro Porochenko le 15 avril 2016, et remplacé par Ihor Vorontchenko.